# Mircea Cinteză
Mircea Cinteză (* 9. Mai 1950 in Bukarest) ist ein rumänischer Arzt und Politiker der Partidul Național Liberal (PNL), Partidul Liberal Democrat (PLD) und zuletzt der Partidul Democrat Liberal (PDL), der unter anderem Mitglied des Senats sowie von 2004 bis 2005 Gesundheitsminister war.

## Leben
Mircea Cinteză absolvierte nach dem Schulbesuch ein Studium der Medizin an der Medizinischen und Pharmazeutischen Universität „Carol Davila“ in Bukarest, welches er 1975 beendete. Er arbeitete als Arzt für Innere Medizin am Universitäts-Notaufnahmekrankenhaus Bukarest und übernahm von 1978 bis heute Lehrtätigkeiten als Universitätsdozent sowie zuletzt als außerordentlicher Professor an der Medizinischen und Pharmazeutischen Universität „Carol Davila“. 1991 schloss er zudem eine Spezialisierung für Interventionelle Kardiologie in Toulouse ab. Er engagierte sich unter anderem von 1997 bis 2007 als Präsident der Ärztekammer Rumäniens (Colegiul Medicilor din Romania) und veröffentlichte über 400 wissenschaftliche Arbeiten.
Bei der Parlamentswahl am 28. November 2004 wurde Cinteză für die Nationalliberale Partei PNL (Partidul Național Liberal) im Wahlkreis „Nr. 42 București“ erstmals zum Mitglied des Senats (Senatul) gewählt. Nach der Wahl wurde er am 9. Dezember 2004 als Gesundheitsminister (Ministrul sănătăţii) in das Kabinett Tăriceanu I berufen und bekleidete dieses Amt bis zu seiner Ablösung durch Eugen Nicolaescu am 22. August 2005. Bei der Parlamentswahl am 30. November 2008 wurde er für die aus der Liberaldemokratische Partei PLD (Partidul Liberal Democrat) und der Demokratischen Partei PD (Partidul Democrat) hervorgegangenen Demokratisch-Liberalen Partei PDL (Partidul Democrat Liberal) im Wahlkreis „Nr. 3 Argeş“ erneut zum Mitglied des Senats gewählt, dem er bis zum 9. Dezember 2011 angehörte. Während dieser Zeit war er vom 19. Dezember 2008 bis zum 9. Dezember 2011 Mitglied des Ausschusses für öffentliche Gesundheit (Comisia pentru sănătate publică).

## Weblink
- Biografie Mircea Cinteză. In: Homepage des Senats. Abgerufen am 12. Dezember 2024 (rumänisch).